# Petrolether
Petrolether ist ein farbloses Gemisch verschiedener gesättigter Kohlenwasserstoffe (üblicherweise Alkane wie Pentan und Hexan). Es handelt sich also nicht um einen Ether im Sinne der allgemeinen chemischen Nomenklatur. Die Bezeichnung „Ether“ hebt auf die ähnlich hohe Flüchtigkeit wie der von Diethylether ab.

## Verwendung
Petrolether sind aromatenarme, niedrig siedende (zwischen ca. 25 °C und 80 °C), leichtentzündliche Kohlenwasserstoff-Fraktionen. Sie werden verwendet bei Verfahren, bei denen eine schnelle, leichte (d. h. auch energiesparende) Verdampfung des Lösungsmittels gewünscht ist.
Die Anforderungen sind in der Norm DIN 51630 geregelt.
Petrolether findet in der organischen Chemie als Lösungsmittel und in der Chromatographie als mobile Phase Verwendung.

## Namensgebung
Bei Petrolether handelt es sich nicht um einen chemischen Stoff aus der Gruppe der Ether, sondern um ein Gemisch von verschiedenen Alkanen. Die irreführende Namensgebung lässt sich darauf zurückführen, dass Petrolether in seinen Eigenschaften (flüchtig, aprotisch) als Lösungsmittel den Ethern (z. B. Diethylether) ähnelt.

## Wundbenzin
Als Wundbenzin (Benzinum medicinale) wird ein besonders reiner Petrolether bezeichnet. Wegen seiner fettlösenden Eigenschaften können damit Ölreste, aber auch Rückstände von Heftpflastern entfernt werden. Wundbenzin selbst ist steril, hat aber im Gegensatz zu Alkoholen wie Ethanol und Isopropanol keine antibakterielle Wirkung.
Im Gegensatz zur allgemeinen Annahme enthält Wundbenzin nur geringe Mengen n-Hexan (in der Regel <5 %, oft noch weniger), was von besonderer Bedeutung ist, da n-Hexan im Körper zu neurotoxischen Stoffen metabolisiert wird, und möglicherweise die Fortpflanzungsfähigkeit beeinträchtigt.